# Gamajunowbucht
Die Gamajunowbucht (russisch Бухта Гамаюнова Buchta Gamajunowa) ist eine Bucht an der Budd-Küste des ostantarktischen Wilkeslands. Sie liegt südlich der Windmill-Inseln.
Russische Wissenschaftler benannten sie nach N. I. Gamajunow von der Polytechnischen Peter-der-Große-Universität Sankt Petersburg.